# Aberdeen (Sudáfrica)
Aberdeen es una pequeña ciudad en el Distrito Municipal de Sarah Baartman en la provincia del Cabo Oriental de Sudáfrica. Con sus numerosos ejemplos de arquitectura victoriana, es una de las áreas de conservación arquitectónica del Karoo.
La ciudad está a unos 55 km al suroeste de Graaff-Reinet, 155 km al este-sureste de Beaufort West y 32 km al sur de las montañas Camdeboo. Fundado en la granja Brakkefontein como asentamiento de la Iglesia reformada neerlandesa en 1856 (ahora NGK), se convirtió en municipio en 1858. Lleva el nombre de la ciudad de Aberdeen, que se encuentra en Escocia.